# Abraçada
|  | Per a altres significats, vegeu «Abraçada (desambiguació)». |

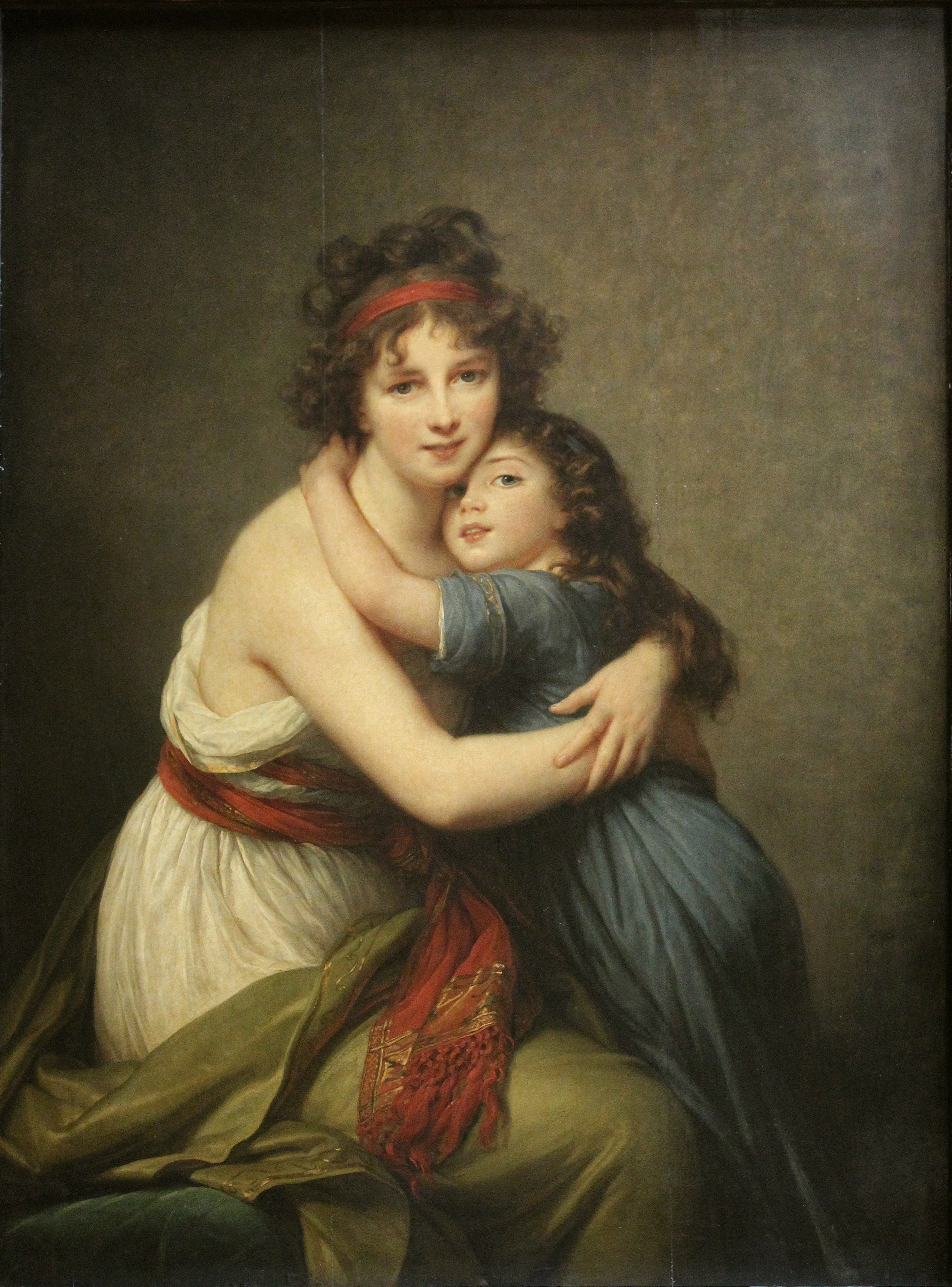
Autoretrat de la pintora Élisabeth Vigée Le Brun abraçant la seva filla.

Una abraçada és una mostra d'afecte, universal en comunitats humanes, en la qual dues o més persones posen els seus braços al voltant del coll, esquena o cintura d'una altra persona, mantenint-la molt a prop seu, i estrenyent-la amb una força i una durada variables. Si hi ha involucrades més de dues persones es parla d'abraçada grupal.
Sovint, associat al petó, es tracta d'una forma de comunicació no verbal. Depenent de la cultura, context i tipus de relació personal, una abraçada pot indicar familiaritat, amor, afecte, amistat, fraternitat o simpatia.
A diferència d'altres tipus de contacte físic, pot ser practicat tant en públic com en privat sense estigma en molts països, religions i cultures, dins la família, i també entre persones d'edats i gèneres diferents, tot i que generalment és una indicació que les persones es coneixen.

## Beneficis
S'ha demostrat que abraçar té beneficis sobre la salut. Un estudi ha mostrat que les abraçades incrementen els nivells d'oxitocina i redueixen la pressió sanguínia, i un altre estudi ha indicat que una abraçada de 20 segons o més allibera oxitocina.
S'ha vist que una abraçada grupal és una eina útil en les teràpies de grup per tal de consolidar un sentit de cohesió entre els participants després d'una sessió, tot i que pot causar incomoditat als membres que intenten evitar el contacte físic.